# Georges Deydier
Pour les articles homonymes, voir Deydier.
Georges Deydier, né le 24 janvier 1880 à Ucel (Ardèche) et mort le 10 janvier 1945 à Lyon, est un pilote de course français du XXe siècle, spécialiste de courses de côte.

## Biographie
Sa carrière en compétition automobile sur véhicules Cottin & Desgouttes s'étale de 1906 à 1912.
En 1911, il participe au Grand Prix de France (A.C.O.) sur le circuit du Mans où il obtient le meilleur temps au départ et le record du tour, mais il doit abandonner à la suite d'une rupture de direction.
Pendant la Première Guerre mondiale, il est incorporé à la 14e section d'infirmiers.

## Palmarès

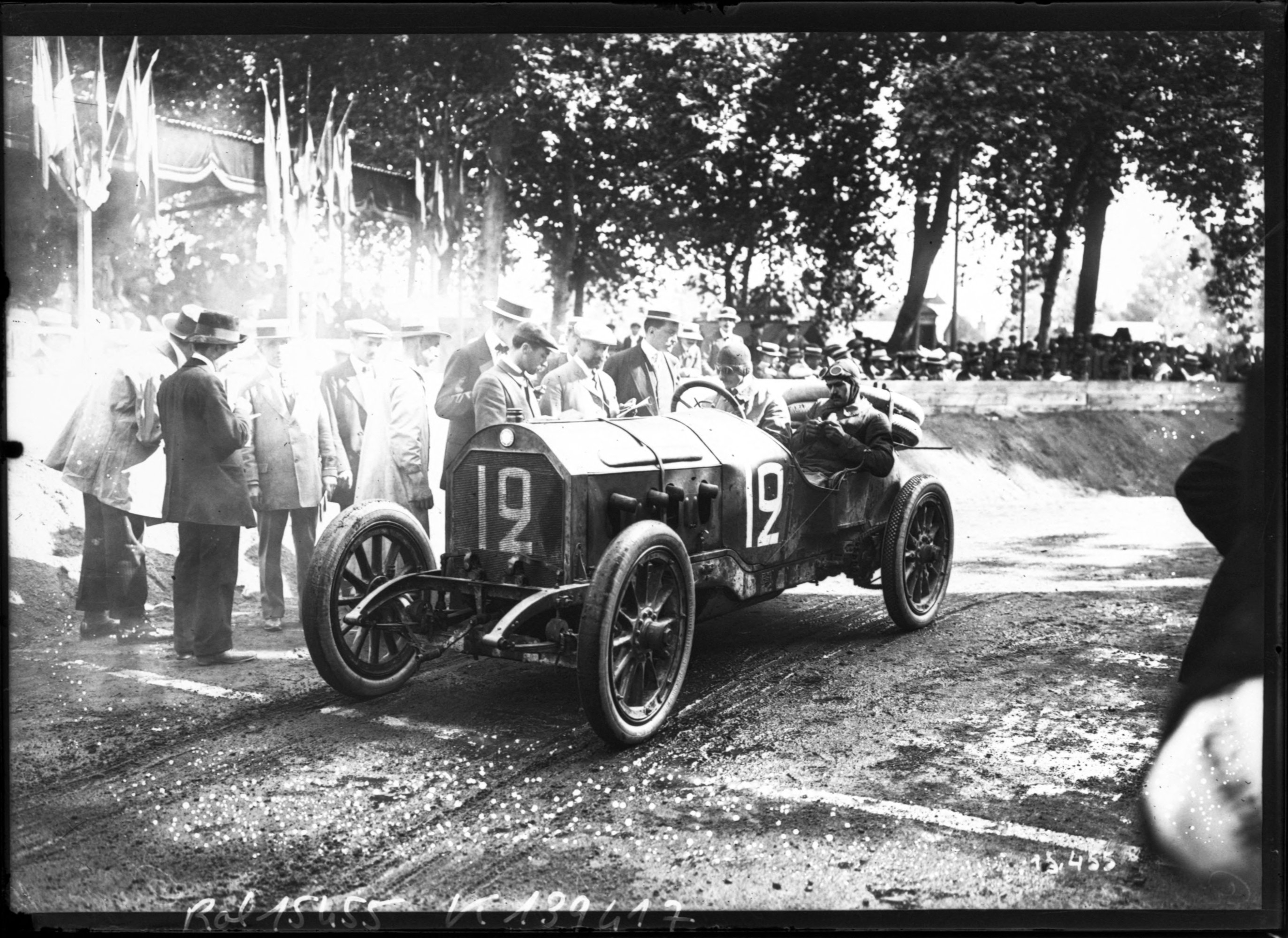
Georges Deydier sur une automobile Cottin & Desgouttes, en 1911.

- Vainqueur du Rallye-paper de Villars-les-Dombes, en juin 1907, sur Cottin & Desgouttes[2] ;
- Vainqueur à trois reprises de la course de côte Limonest - Mont Verdun, le 21 avril 1907 (3e édition, puis 2e au Mont-Pilat), ensuite en 1911 et 1912, à chaque fois sur Cottin & Desgouttes[3] ;
- Vainqueur de la course de côte Gex - Col de la Faucille (Gex - Genève), en 1908 (Cottin & Desgouttes) ;
- Vainqueur de la course de côte de l'A.C. Forézien, en 1908 (Cottin & Desgouttes) ;
- Vainqueur de sa catégorie à la course de côte du Mont Ventoux et 2e au classement général, en 1908 (Cottin & Desgouttes) ;
- Vainqueur de sa catégorie au kilomètre départ lancé et au cinq kilomètres départ arrêté du Meeting de Salon-de-Provence, en 1908 ((Cottin & Desgouttes) ;
- Vainqueur de la 2e catégorie Course de la course de côte de Lyon, en 1909 (Cottin & Desgouttes) ;
- Vainqueur de la course de côte de Val-Suzon, en 1911 (Cottin & Desgouttes) ;
- Vainqueur de la 10e édition de la course de côte du Mont Ventoux, en 1911 (Cottin & Desgouttes) ;
- Vainqueur de la 1re catégorie Course à la course de côte du Mont Ventoux (nouveau record) et 2e au classement général, en 1912 (Cottin & Desgouttes) ;
- Premier classé au rendement de sa catégorie à Limonest, en 1912 (Cottin & Desgouttes).

## Remarques
- La seconde épreuve de course de côte organisée à la même époque que celle de Limonest sur Lyon et ses environs, la Lyon Hillclimb, se déroula en 1901 (Champagne Hill), 1904 (le Rhône AC touring car trials), 1906 et 1909[4];
- La course du col de la Faucille fut la seconde épreuve française à être inscrite au calendrier du championnat d'Europe de la montagne, en 1961 et 1962, après celle du Mont Ventoux en 1957[5].